# نیشل پرنس
نیشل پرنس (انگلیسی: Nichelle Prince؛ زادهٔ ۱۹ فوریهٔ ۱۹۹۵) بازیکن فوتبال زن اهل کانادا است.
وی همچنین در تیم‌های ملی فوتبال زیر ۱۷ سال زنان کانادا, زیر ۲۰ سال زنان کانادا و زنان کانادا بازی کرده‌است.
وی در مسابقات کشوری و بین‌المللی در مجموع برندهٔ ۱ مدال برنز شده‌است.